# 新都市基盤整備法
新都市基盤整備法（しんとしきばんせいびほう、昭和47年6月22日法律第86号）は、新都市基盤整備事業に関する日本の法律である。

## 構成
- 第1章 - 総則（第1条 - 第6条）
- 第2章 - 新都市基盤整備事業
  - 第1節 - 新都市基盤整備事業の認可等（第7条 - 第9条）
  - 第2節 - 土地等の収用の特例（第10条 - 第21条）
  - 第3節 - 土地整理
    - 第1款 - 通則（第22条 - 第29条）
    - 第2款 - 換地計画（第30条 - 第38条）
    - 第3款 - 仮換地の指定、換地処分、清算及び権利関係の調整（第39条 - 第43条）

  - 第4節 - 処分計画（第44条 - 第47条）
  - 第5節 - 施設用地の処分等（第48条 - 第52条）
- 第3章 - 雑則（第53条 - 第66条）
- 第4章 - 罰則（第67条 - 第70条）